# غاري براون (منافس ألعاب قوى)
غاري براون (بالإنجليزية: Garry Brown) هو منافس ألعاب قوى أسترالي، ولد في 27 أكتوبر 1954.

## وصلات خارجية
- غاري براون على موقع الاتحاد الدولي لألعاب القوى (الإنجليزية)
- غاري براون على موقع النتائج التاريخية لألعاب القوى الأسترالية (الإنجليزية)
- غاري براون على موقع اتحاد ألعاب الكومنولث (مؤرشف) (الإنجليزية)